# Wilhelm Rudeck

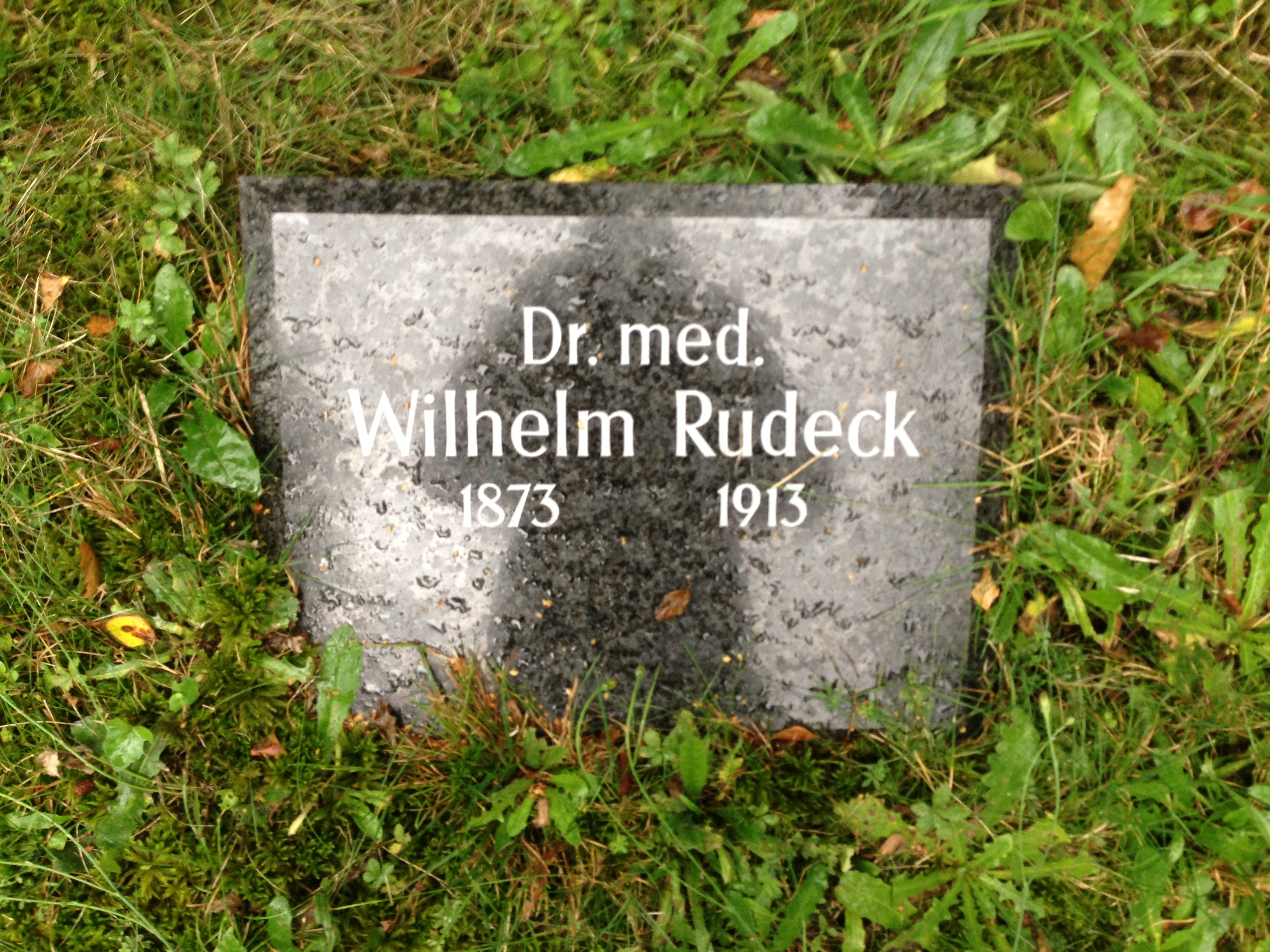
Grabplatte Rudecks auf dem Südfriedhof (Leipzig)

Wilhelm Rudeck (1873 – 1913) war ein deutschsprachiger Autor, der als Arzt in Leipzig wirkte. Er veröffentlichte neben mehreren Büchern über das Verhältnis von Medizin und Recht populäre Sachbücher zum deutschen Sittenleben, darunter eine Geschichte der öffentlichen Sittlichkeit in Deutschland. Da der Struwwelpeter 1894 nicht unter dem Namen des Autors Heinrich Hoffmann veröffentlicht worden war, sondern unter den Pseudonymen „Reimerich Kinderlieb“ und „Heinrich Kinderlieb“, hielt Rudeck das Buch für gemeinfrei und veröffentlichte beim Leipziger Pallas-Verlag 1912 eine günstige Ausgabe, gegen die sich Rütten & Loening juristisch vergeblich zur Wehr setzte. Rudeck suchte daraufhin weitere unter Pseudonym veröffentlichte Werke bekannter Schriftsteller und veröffentlichte 1913 Gustav Freytags Bilder aus der deutschen Vergangenheit neu, die allerdings eine Zusammenstellung zunächst anonym erschienener Artikel Freytags aus Die Grenzboten waren. Unter seinem Pseudonym Rudolf Will gab er die Anthologie Allerlei Humor heraus, die unter anderem Bildergeschichten Wilhelm Buschs enthielt. Auch nach Rudecks Tod 1913 gab es weiterhin Gerichtsprozesse gegen seine Nutzung der Schriften bekannter Autoren.

## Schriften
- Die Liebe. Kultur- und moralhistorische Studien über den Entwicklungsgang deutschen Gefühls- und Liebeslebens in allen Jahrhunderten. Weigel, Leipzig 1896.
- Medizin und Recht. Medizinisch-juristisches Handbuch bei Ehescheidungs- und Vaterschaftsklagen, in Sachen des ärztlichen Berufsgeheimnisses und des Operationsrechts, bei strittiger Dispositionsfähigkeit u.s.w. Hermann Costenoble, Jena 1899.
- Syphilis und Gonorrhoe vor Gericht. Die sexuellen Krankheiten in ihrer juristischen Tragweite nach der Rechtsprechung Deutschlands, Österreichs und der Schweiz. Costenoble, Jena 1900.
- Geschichte der öffentlichen Sittlichkeit in Deutschland. Barsdorf, Berlin 1905.
- Bilder von der Entstehung des Deutschen Reiches / Schilderungen von Gustav Freytag. Gesammelt und hrsg. von Wilhelm Rudeck. Leipzig, Fiedler um 1910.
- Spießbürger und Käuze zum Lachen. Bilder und Worte von Carl Spitzweg. Gesammelt und hrsg. von Wilhelm Rudeck. Fiedler, Leipzig 1913.